# ラパ島
ラパ島（ラパとう）とは南太平洋フランス領ポリネシアのトゥブアイ諸島から南の方にある孤立した火山島。ペロウ山(633m)が島の最高峰である。孤島だが良湾があり、コプラを輸出。面積40.57km2、人口は530人。
なお、ラパ（rapa）とは、ポリネシアの言葉で「土地」「大地」という意味である。